# Berencsy Géza
Berencsy Géza, Berencsy Géza János (Hajdúnánás, 1886. december 27.– 1944 után?) magyar földbirtokos, takarékpénztári tisztviselő, magyar királyi gazdasági tanácsos, városi számvevő, országgyűlési képviselő.

## Élete
1886-ban született Hajdúnánáson, református vallásban, idősebb Berencsy Géza és Pákozdy Ilona fiaként. Középiskoláit Késmárkon végezte, majd jogot hallgatott a kolozsvári tudományegyetemen; végbizonyítványa megszerzését követően államszámviteli államvizsgát is tett.
Szakmai pályáját 1913-ban, a szülővárosában kezdte meg, mint városi számvevő. 1921-ben önként lemondott állásáról, sőt a neki járó nyugdíjról is, és visszavonult birtokaira gazdálkodni, illetve tisztviselője lett a Hajdúnánási Takarékpénztárnak; utóbbinál később igazgatósági taggá is megválasztották.
Viszonylag korán bekapcsolódott Hajdú vármegye társadalmi és politikai életébe. A hajdúnánási kerületben az 1920-as évek derekától legalább másfél évtizeden keresztül töltötte be a kormánypárt kerületi elnöki tisztjét, de volt egy időben a városi pártszervezet elnöke is. Tagja volt a vármegye törvényhatósági bizottságának, a kisgyűlésnek és Hajdúnánás városi képviselő-testületének, illetve a térség számos, mezőgazdasági jellegű társadalmi szervezetének. Az 1939-es általános választásokon parlamenti képviselőnek is megválasztották, a Magyar Élet Pártja Hajdú vármegyei listáján.
1918. május 11-én Hajdúnánáson feleségül vette Lente Juliannát.